# Paraxerus vincenti
Paraxerus vincenti es una especie de roedor de la familia Sciuridae.

## Distribución geográfica
Es  endémica de Mozambique.

## Hábitat
Su hábitat natural son: zonas de baja altitud subtropicales o tropicales húmedas montañas,